# Andilla
Andilla – gmina w Hiszpanii, w prowincji Walencja, we wspólnocie autonomicznej Walencja, o powierzchni 142,78 km². W 2011 roku liczyła 405 mieszkańców.